# Claudelle Inglish
Pour plus de détails, voir Fiche technique et Distribution.
Claudelle Inglish est un film américain réalisé par Gordon Douglas, sorti en 1961.

## Fiche technique
- Titre : Claudelle Inglish
- Réalisation : Gordon Douglas
- Scénario : Leonard Freeman d'après le roman d'Erskine Caldwell
- Photographie : Ralph Woolsey
- Musique : Howard Jackson
- Costumes : Howard Shoup
- Montage : Folmar Blangsted
- Pays d'origine : États-Unis
- Format : Noir et blanc - 1,66:1 - Mono
- Genre : drame
- Durée : 99 minutes
- Date de sortie : 1961
- Affiche : Giuliano Nistri (Italie)

## Distribution
- Diane McBain : Claudelle Inglish
- Arthur Kennedy : Clyde Inglish
- Will Hutchins : Dennis Peasley
- Constance Ford : Jessie Inglish
- Claude Akins : S.T. Crawford
- Frank Overton : Harley Peasley
- Chad Everett : Linn Varner
- Robert Colbert : Rip Guyler
- Ford Rainey : Révérend Armstrong
- James Bell : Josh
- Robert Logan : Charles Henry

## Distinctions
- Nomination à l'Oscar de la meilleure création de costumes.